# Сатурн (Краснодар)
АО «Сатурн» — ведущее предприятие космической промышленности СССР и России по производству солнечных и аккумуляторных батарей для космических аппаратов. Является единственным специализированным предприятием такого типа в России. 
За период своего существования завод «Сатурн» суммарно оснастил солнечными и аккумуляторными батареями более 1200 отечественных и зарубежных космических аппаратов, эксплуатирующихся на всех типах орбит. Продукция предприятия участвует в ряде масштабных космических программ, таких как «ГЛОНАСС», МКС, «Луна-25», «Луна-26» и т.д. Краснодарский «Сатурн» на 100% обеспечивает нужды госкорпорации «Роскосмос» в аккумуляторных батареях и наполовину в солнечных. 

## История
Краснодарский завод «Сатурн» был основан в 1964 году как многопрофильное предприятие по разработке и производству химических и физических источников тока, датчиковой и преобразовательной аппаратуры, электрохимических генераторов и изделий электротехники различного назначения. 
С 1971 года основным видом деятельности завод «Сатурн» стали разработка и изготовление солнечных элементов и батарей космического применения. В итоге в 1980-х годах завод «Сатурн» стал крупнейшим советским производителем солнечных и никель-водородных батарей для космических аппаратов. Также предприятие изготавливало приборы для изучения дальнего космоса и контрольно-измерительную аппаратуру для своих батарей. 
Завод «Сатурн» 2 ноября 1993 года был приватизирован и акционирован в акционерное общество «Сатурн». 
В связи с распадом СССР и прекращением финансирования космическая промышленность России оказалась в глубоком кризисе. Из-за уменьшения количества космических запусков продукция «Сатурн» оказалась невостребованной, что приводило к снижению государственного заказа, недозагруженности производства и сокращениям кадров.  
В 1996 году краснодарский «Сатурн» стал поставщиком аккумуляторных батарей для совместного коммерческого российско-европейского спутника SESAT. Однако несмотря на участие в коммерческих космических программах «Сатурн» превратился в убыточное предприятие, которое ко второй половине 1990-х годов оказалось в предбанкротном состоянии. 
В 1999 году контрольный пакет акций АО «Сатурн» выкупает московское ЗАО «Очаково». Став основным акционером, «Очаково» переоборудует большинство заводских цехов «Сатурна» под производство безалкогольных напитков. 7 октября 2000 года был открыт Краснодарский филиал Московского пивобезалкогольного комбината «Очаково» с линиями по производству безалкогольных напитков. Из 26 га бывшей территории завода АО «Сатурн» стал занимать только 6 гектар. При этом руководству «Очаково» удалось сохранить уникальное производство батарей на заводе «Сатурн». 
К началу 2000-х годов ситуация в российской космической отрасли стала постепенно улучшаться. Начали стабилизироваться заказы от «Роскосмоса», что позволило АО «Сатурн» увеличить объёмы производства космических батарей. В последующие годы предприятие прошло техническое перевооружение, что позволило повысить количество выпускаемых батарей. Так, в 2019 году АО «Сатурн» выпустило продукции более чем на 1 млрд руб. 
В 2020 году за счёт выделения средств из Фонда развития промышленности предприятие начало производство литий-ионных аккумуляторных батарей для авиационной техники.  

## Деятельность
Основной продукцией «Сатурна» является разработка и производит солнечных и аккумуляторных батарей для космических аппаратов. Предприятие обладает собственными научно-исследовательскими и опытно-конструкторскими подразделениями для разработки новых типов батарей. 